# استدرف
اُستدُرف (به آلمانی: Ostdorf) یک منطقهٔ مسکونی در آلمان است که در بالینگن واقع شده‌است. استدرف ۱٬۵۹۹ نفر جمعیت دارد.